# Ибрагимов, Борис Николаевич
Борис Николаевич Ибрагимов (1886 — 1955) — советский генерал-майор медицинской службы.

## Карьера
Родился 13 апреля 1886 г. в городе Темрюк Кубанской Области Российской империи в семье служащего. Еврей. В 1910 году окончил медицинский факультет Ростовского университета. Работал врачом.
С 1917 г. в отрядах Красной гвардии г. Нежина и партизанском отряде ст. Константиновская. С 1 сентября 1919 г. в Рабоче-крестьянской Красной армии, участвовал в Гражданской войне в России в качестве войскового врача. После окончания Гражданской войны в 1922 году демобилизован из армии.
В 1924 году закончил Харьковский медицинский институт.
Вновь призван в РККА в 1928 г. и назначен начальником военного госпиталя. Участвовал в конфликте на КВЖД. С 1935 года — начальник санитарного отдела Среднеазиатского военного округа, с 1940 года — старший преподаватель Ленинградской Военно-медицинской академии.
С начала Великой Отечественной войны назначен начальником фронтового эвакуационного пункта № 73 Юго-Западного, Сталинградского, Донского, Центрального, Белорусского, 1-го Белорусского фронтов.
Звание генерал-майора медицинской службы присвоено 15 сентября 1943 года.
С 1945 года — начальник военного госпиталя Ленинградского военного округа.
С 24 апреля 1950 года в отставке.
Награждён: Орденом Ленина, двумя Орденами Красного Знамени, Орденами Отечественной войны 1-й и 2-й степени, Орденом Красной Звезды, Медалью «За оборону Москвы», Медаль «За оборону Сталинграда», Медалью «20 лет РККА», Медалью «За освобождение Варшавы», Медалью «За взятие Берлина», Медалью «За победу над Германией в Великой Отечественной войне 1941–1945 гг.»
Умер 8 января 1955 года в Ленинграде, похоронен на Богословском кладбище.